# Эстберг, Ингвильд
И́нгвильд Флу́гстад Э́стберг (норв. Ingvild Flugstad Østberg; род. 9 ноября 1990, Йёвик, Оппланн) — норвежская лыжница, двукратная олимпийская чемпионка, двукратная чемпионка мира, победительница общего зачёта Кубка мира сезона 2018/2019, победительница многодневной гонки Тур де Ски 2018/19. Универсал: успешно выступает и в дистанционных и в спринтерских гонках.

## Биография

### Семья
Ингвильд Флугстад Эстберг родилась 9 ноября 1990 года на юге Норвегии в городке Йёвик. Семья Эстберг знаменита своими спортивными традициями. Бабушка Ингвильд — Вальборг Эстберг — выиграла второй женский Биркебейнерреннет (марафон длиной в 54 км) в 1977 году. Эта же гонка позже трижды покорилась и её матери — Марте Флюгстад (1989, 1997 и 2002 годы). Отец — Хельги Эстберг, брат — Эйвинд — также серьёзно занимались лыжными гонками.

### Карьера

#### Начало
Свою профессиональную карьеру Ингвильд начала в 2007 году, приняв участие в кубке Скандинавии (58-е место в масс-старте и 6-е на 5-ке коньком).
Первым серьёзным успехом в карьере норвежки стал молодёжный чемпионат мира в 2008 году. Проведя неплохой спринт (11-е место), затем Ингвильд стала 2-й в гонке на 5 км, 4-й в масс-старте и 1-й в составе женской команды в эстафете 4x3.3 км. Дебют в кубке мира пришёлся на 5 марта 2008 года. В спринте в норвежском Драммене Ингвильд не сумела пройти квалификацию, заняв 31-е место.

#### Сезон 2008/2009
Сезон 2008/2009 Ингвильд начала двумя гонками на этапе кубка мира в финском Куусамо. Не добившись серьёзных результатов (37-е место в спринте и 30 на 10-ке классикой), Эстберг сосредоточилась на национальных стартах. Здесь она сумела выиграть несколько гонок на кубке Скандинавии (10 км классикой) и стать чемпионкой страны в масс-старте.
Молодёжный чемпионат мира 2009 года стал «чемпионатом имени Ингвильд Эстберг» — здесь ей покорились все четыре гонки.
Через три недели в чешском Либереце Ингвильд впервые попала в заявку Норвегии на чемпионат мира. Результат — 5-е место в командном спринте с Астрид Якобсен и 36-е место в масс-старте.
До конца сезона Ингвильд приняла участие ещё в ряде гонок на этапах кубка мира, но не добивалась значимых результатов.

#### Сезон 2009/2010
Очередной сезон Ингвильд начала достаточно поздно — в середине декабря. Первое же появление на этапах кубка мира состоялось аж в середине января в эстонском Отепя: 14-е место на 10-ке классикой и 29-е место в спринте.
На молодёжном чемпионате мира Ингвильд не сумела повторить своё достижение годичной давности, однако всё равно показала блестящий результат — 2 золота (преследование и эстафета) и 2 серебра (5 км и спринт).
В дальнейшем принимала участие в основном в национальных стартах, практически всегда попадая на подиум, и, без особых успехов, в ряде стартов на кубке мира.

#### Сезон 2010/2011
Сезон 2010/2011 стал для Эстберг первым полноценным в кубке мира. Результаты многодневок: Nordic Opening — 22-е место; Тур де Ски — 14-е место; финал кубка мира — 28-е место.
В общем зачёте кубка мира Ингвильд стала 25-й (28-е место в дистанционных видах и 22-е в спринте).

#### Сезон 2011/2012
В сезоне 2011/2012 Ингвильд продолжала прогрессировать. 18 декабря 2011 года на этапе кубка мира в словенской Рогле в спринте Ингвильд была максимально близка к первому в карьере подиуму в данном соревновании, но стала 4-й.
Впервые же на подиум Ингвильд попала 12 февраля 2012 года в Нове-Место-на-Мораве, став 3-й в эстафете.
В общем зачёте кубка мира Ингвильд стала 19-й (20-е место в дистанционных видах и 8-е в спринте).

#### Сезон 2012/2013
Первый индивидуальный подиум в кубке мира Ингвильд добыла 1 января 2013 года в швейцарском Валь-Мюстаире, уступив в спринте только Киккан Рэндалл.
До конца сезона Эстберг ещё несколько раз поднималась на подиум этапов кубка мира, включая победу в командном спринте в чешском Либереце (с Майкен Касперсен Фаллой).
Итогом сезона стало 15-е место в общем зачёте кубка мира. При этом ей впервые удалось попасть на подиум по итогам сезона в спринтерском зачёте — 3-е место.

#### Сезон 2013/2014
В сезоне 2013/2014 пришла и первая индивидуальная победа. В последний день 2013 года Ингвильд была быстрее всех в спринте, причём как в квалификации, так и в финале, опередив ставшую второй Астрид Якобсен на полсекунды.
Продолжая развивать успех, Ингвильд выиграла две медали Олимпиады в Сочи. 11 февраля в спринте Эстберг уступила лишь своей соотечественнице Майкен Фалле, а 19 февраля в командном спринте в паре с Марит Бьёрген, упавшей в полуфинале индивидуального спринта, стала 1-й, «привезя», ставшим вторыми финским лыжницам 9 секунд.
В общем зачёте кубка мира Ингвильд стала 10-й (19-е место в дистанционных видах и 4-е в спринте).

#### Сезон 2014/2015
Новый сезон Ингвильд начала уже со ставших «традициями» хорошими выступления в квалификации и «завалами» финалов. Однако вторая половина декабря и последовавший за ним январь позволили Эстберг подправить статистику — 2 золота и 2 бронзы в индивидуальных спринтах и серебро в командном спринте. Также Ингвильд наконец сумела и выиграть спринт на национальном чемпионате.
В общем зачёте кубка мира Ингвильд сумела максимально подобраться к подиуму, став 4-й (14-е место в дистанционных видах и 2-е в спринте).

#### Сезон 2015/2016
Первую половину сезона 2015/2016 Эстберг провела блестяще. После бронзы общего зачёта Nordic Opening Ингвильд выдала целую серию подиумов, причём не только в спринте, но и на дистанции. В частности, это позволило Ингвильд стать 2-й в общем зачёте Тура де Ски и выиграть спринтерский зачёт.
Не самое удачное окончание сезона не позволило Ингвильд подняться ещё выше. Итог — 2-е место в общем зачёте кубка мира, однако, помимо ожидаемого высокого 2-го места в спринтерском зачёте, большим сюрпризом стал прогресс Ингвильд в дистанционных видах, вылившийся в 3-е место дистанционного зачёта.

#### Сезон 2016/2017

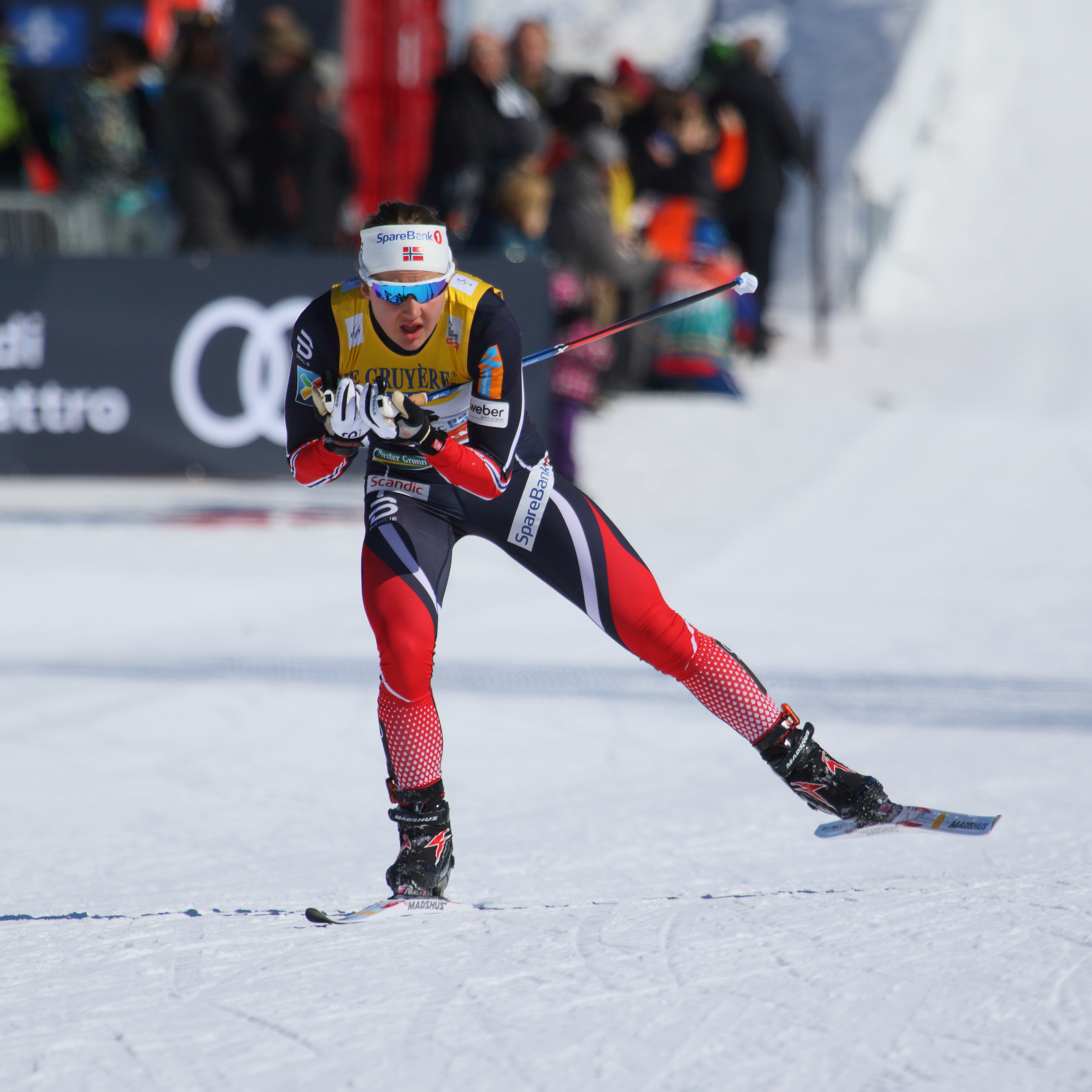
Финал кубка мира 2017

После успеха прошлого сезона последовал небольшой спад. За весь сезон Ингвильд лишь 9 раз поднималась на подиум этапов кубка мира (4 раза на верхнюю ступеньку пьедестала). Удивительным является тот факт, что из этих девяти подиумов лишь один пришёлся на спринт.
Несмотря на падение результатов, в общем зачёте кубка мира Ингвильд стала 3-й (4-е место в дистанционных видах и 5-е в спринте).

#### Сезон 2017/2018
Сезон 2017/2018 Эстберг начала, продолжая своё «смещение» к дистанционщикам и дальнейшим падением результатов в спринте.
Тур де Ски 2017/2018 начался для Ингвильд очень хорошо. После неудачного спринта (9-е место) Эстберг выиграла 3 гонки подряд и шла лидером многодневки, выигрывая у ближайшей соперницы около минуты. Однако масс-старт и последовавший за ним пасьют отодвинули Ингвильд на вторую строчку тотала.
Олимпийские игры начались для Ингвильд достаточно непросто. В скиатлоне Эстберг уступила, ставшей первой Шарлотте Калле, почти минуту. В спринте также оказалась очень далеко от наград. Первая медаль пришла только в составе женской эстафетной команды, опередившей соперниц из Швеции и России на 2 и 43 секунды соответственно. Последний шанс завоевать индивидуальную медаль в Корее для Ингвильд был масс-старт, однако гонка пошла не по плану. Золото с большим преимуществом выиграла Марит Бьёрген, вошедшая в историю по числу золотых медалей на зимних Олимпийских играх, а в борьбе за бронзу игр Ингвильд уступила шведской лыжнице Стине Нильссон, завоевавшей 4-ю медаль в Корее.
Подходя к Олимпиаде одним из лидеров общего зачёта Кубка мира, в итоге она стала лишь 3-й.

#### Сезон 2018/2019
В новом сезоне Ингвильд (одновременно с Хейди Венг) приняла решение сменить лыжи «Madshus» на «Fischer». С 1 по 4 августа приняла участие в традиционном фестиваль Blink с участием известных лыжников и биатлонистов, проходящем в норвежском Санднесе.
Перед первым этапом Кубка мира приняла участие в двух гонках национального турнира в Бейтостолене, где дважды уступила только своему главному конкуренту как в сборной, так и во всех женских лыжных гонках — Терезе Йохауг.
Первый этап Кубка мира в финской Руке Ингвильд традиционно для себя начала с «деревянной медали». На 2-м этапе получилось уже значительно лучше. Показав 11-й результат в спринте, 4-й в индивидуальной гонке и, проиграв всего 0,6 с Терезе Йохауг, 2-й в пасьюте. Всё это позволило ей занять 3-е место в общем зачёте Тура.
В отсутствие лидера сезона норвежки Йохауг, которая предпочла пропустить Тур для лучшей подготовки к чемпионату мира, Эстберг рассматривалась главным фаворитом турнира. Так оно в итоге и получилось. Если в первых гонках Тура соперницам ещё удавалось её сдерживать, то последние 4 гонки Ингвильд выиграла «в одну калитку», каждый раз оставляя за собой россиянку Наталью Непряеву. Итогом стала убедительная победа Эстберг в общем зачёте с почти 3 минутами запаса перед ближайшей преследовательницей.
К чемпионату мира в Зефельде Эстберг подходила главной конкуренткой Йохауг, что в общем-то и получилось. Однако противостоять своей более опытной партнёрше по команде, феноменально проводящей сезон, не получилось. В скиатлоне Ингвильд проиграла почти минуту, в разделке — более 30 секунд, уступив ещё и главному открытию того турнира — 19-летней шведке Фриде Карлссон. В эстафете норвежцы уступили только шведской команде, ведомой Стиной Нильссон. Стать «королевой лыж» Ингвильд также не смогла, вновь уступив Терезе Йохауг. Наиболее реальна победа была в командном спринте, но и здесь Эстберг со своей «стандартной партнёршей» Фаллой не смогли добиться успеха, уступив не только Швеции, но и команде Словении. В итоге — 5 подиумов и ни одной победы. По этому результату Эстберг сумела обойти даже главного «князя серебряного» российского лыжника Александра Большунова, завоевавшего в Зефельде 4 серебряных медали.
Перед началом завершающего этапа Кубка мира в Канаде Эстберг слегка утратила своё преимущество перед Непряевой, которая перед этим несколько раз попадала на подиум на предыдущих этапах. Ингвильд требовалось просто выступать не хуже, чем обычно. Это и было сделано. 8-е место в спринте, 3-е в масс-старте и 5-е в пасьюте обеспечили Эстберг 3-е место в Туре и первую победу в общем зачёте Кубка мира.

#### Сезон 2019/2020
В связи с проблемами со здоровьем (Остберг резко сбросила несколько килограммов, но избежала серьезных последствий) она пропусти турнир в Бейтостолене и первый этап Кубка мира. В итоге вылетел весь декабрь, «Тур де Ски» станет ее дебютом в сезоне. В туре Эстберг заняла 3 место после Юхауг и Непряевой. Кубке мира она завоевала пятое место в общем зачете, с одной победой в соревнованиях.

#### Сезон 2020/2021
Норвежская лыжница, двукратная олимпийская чемпионка, обладательница Кубка мира и победительница лыжной многодневки Тур де Ски Ингвильд Флюгстад Остберг сообщила, что пропустит сезон ради подготовки к Олимпиаде-2022 в Пекине.

## Результаты

### Кубок мира
| 2019/2020 Итоги | 2019/2020 Итоги | Рука   | Рука         | Рука        | Тур  | Лил | Лил | Давос  | Давос        | Планица | Планица | Линцерхайде | Линцерхайде | Тоблах       | Тоблах      | Валь-ди-Фьемме | Валь-ди-Фьемме | Валь-ди-Фьемме | Тур де Ски | Дрезден | Дрезден | Нове-Место   | Нове-Место  | Оберстдорф | Оберстдорф | Фалун  | Фалун        | Эстерсунд    | Эстерсунд   | Оре    | Сторлиен    | Тронхейм | Тронхейм    | Ски Тур | Лахти        | Лахти | Драммен | Хольменколлен | Квебек | Квебек | Миннеаполис | Финал Кубка мира | Кэнмор      | Кэнмор      |
| Очков           | Место           | Спр КС | 10 км Инд КС | 10 км Пр СС | Итог | Ск  | Эст | Спр СС | 10 км Инд СС | Спр СС  | КСпр CС | 10 км МС СС | Спр СС      | 10 км Инд СС | 10 км Пр КС | 10 км МС КС    | Спр КС         | 9 км МС СС     | Итог       | Спр СС  | КСпр СС | 10 км Инд КС | 10 км Пр СС | Ск         | Спр КС     | Спр КС | 15 км Инд СС | 10 км Инд СС | 10 км Пр КС | Спр СС | 38 км МС СС | Спр КС   | 15 км Пр КС | Итог    | 10 км Инд КС | Эст   | Спр КС  | 30 км МС КС   | Спр КС | Спр СС | Спр СС      | Итог             | 10 км МС СС | 10 км Пр КС |
| 1110            | 5               | —      | —            | —           | —    | —   | —   | —      | —            | —       | —       | 4           | 32          | 2            | 1           | 5              | 12             | 3              | 3          | —       | -       | 6            | 3           | 2          | —          | —      | 19           | 3            | 3           | 16     | 2           | 22       | 3           | 3       | 5            | 1     | —       | —             | —      | —      | —           | —                | —           | —           |

| 2018/2019 Итоги | 2018/2019 Итоги | Рука   | Рука         | Лил    | Лил          | Лил         | Тур  | Бейтостолен  | Бейтостолен | Давос  | Давос        | Тоблах | Тоблах       | Валь-Мюстаир | Обер        | Обер        | Валь-ди-Фьемме | Валь-ди-Фьемме | Тур де Ски | Дрезден | Дрезден | Отепя  | Отепя        | Ульрисехамн  | Ульрисехамн | Лахти  | Лахти   | Конь   | Конь         | Осло        | Драммен | Фалун  | Фалун        | Квебек | Квебек      | Квебек      | Финал Кубка мира |
| Очков           | Место           | Спр КС | 10 км Инд КС | Спр CС | 10 км Инд СС | 10 км Пр КС | Итог | 10 км Инд СС | Эст         | Спр СС | 10 км Инд СС | Спр СС | 10 км Инд СС | Спр СС       | 10 км МС КС | 10 км Пр СС | 10 км МС КС    | 9 км Пр СС     | Итог       | Спр СС  | КСпр СС | Спр КС | 10 км Инд КС | 10 км Инд КС | Эст         | Спр СС | КСпр КС | Спр СС | 10 км Инд КС | 30 км МС КС | Спр КС  | Спр СС | 10 км Инд СС | Спр СС | 10 км МС КС | 15 км Пр СС | Итог             |
| 1654            | 1               | 26     | 4            | 11     | 4            | 2           | 3    | 3            | 1           | 10     | 2            | 16     | 2            | 4            | 1           | 1           | 1              | 1              | 1          | —       | —       | —      | 5            | 6            | 1           | —      | —       | —      | —            | 4           | 19      | 5      | 4            | 8      | 3           | 5           | 3                |

| 2017/2018 Итоги | 2017/2018 Итоги | Рука   | Рука         | Рука        | Тур  | Лил    | Лил      | Давос  | Давос        | Тоблах       | Тоблах      | Ленцерхайде | Ленцерхайде  | Ленцерхайде | Обер   | Обер        | Валь-ди-Фьемме | Валь-ди-Фьемме | Тур де Ски | Дрезден | Дрезден | Планица | Планица      | Зефельд-ин-Тироль | Зефельд-ин-Тироль | Лахти  | Лахти        | Драммен | Осло        | Финал Кубка мира | Финал Кубка мира | Финал Кубка мира | Финал Кубка мира |
| Очков           | Место           | Спр КС | 10 км Инд КС | 10 км Пр КС | Итог | Спр КС | 15 км Ск | Спр КС | 10 км Инд СС | 10 км Инд КС | 10 км Пр СС | Спр СС      | 10 км Инд КС | 10 км Пр СС | Спр КС | 10 км МС СС | 10 км МС КС    | 9 км Пр СС     | Итог       | Спр СС  | КСпр СС | Спр КС  | 10 км Инд КС | Спр СС            | 10 км МС СС       | Спр СС | 10 км Инд КС | Спр КС  | 30 км МС СС | Спр СС           | 10 км МС КС      | 10 км Пр СС      | Итог             |
| 1414            | 3               | 37     | 3            | 7           | 5    | 4      | 8        | 5      | 1            | 6            | 2           | 9           | 1            | 1           | —      | 1           | 5              | 4              | 2          | —       | —       | —       | —            | —                 | 4                 | 19     | 8            | 8       | 6           | 14               | 3                | 14               | 8                |

| 2016/2017 Итоги | 2016/2017 Итоги | Рука   | Рука         | Лиллехаммер | Лиллехаммер | Лиллехаммер | Тур  | Давос        | Давос  | Ла-Клюза    | Ла-Клюза | Валь-Мюстаир | Валь-Мюстаир | Оберстдорф | Оберстдорф  | Тоблах      | Валь-ди-Фьемме | Валь-ди-Фьемме | Тур де Ски | Тоблах | Тоблах  | Ульрисехамн  | Ульрисехамн | Фалун  | Фалун       | Пхёнчхан | Пхёнчхан | Пхёнчхан | Отепя  | Отепя        | Драммен | Осло        | Финал Кубка мира | Финал Кубка мира | Финал Кубка мира | Финал Кубка мира |
| Очков           | Место           | Спр КС | 10 км Инд КС | Спр КС      | 5 км Инд СС | 10 км Пр КС | Итог | 15 км Инд СС | Спр СС | 10 км МС СС | Эст      | Спр СС       | 5 км МС КС   | 10 км Ск   | 10 км Пр СС | 5 км Инд СС | 10 км МС КС    | 9 км Пр СС     | Итог       | Спр СС | КСпр СС | 10 км Инд СС | Эст         | Спр СС | 15 км МС КС | Спр КС   | 15 Ск    | КСпр СС  | Спр СС | 10 км Инд КС | Спр КС  | 30 км МС КС | Спр СС           | 10 км МС КС      | 10 км Пр СС      | Итог             |
| 1517            | 3               | 7      | 4            | 4           | 5           | 2           | 2    | 1            | 2      | 3           | 1        | 7            | 1            | 13         | 3           | 8           | 18             | 6              | 4          | —      | —       | 9            | 1           | 13     | 2           | —        | —        | —        | 7      | 4            | 8       | 8           | 8                | 4                | 16               | 6                |

| 2015/2016 Итоги | 2015/2016 Итоги | Рука   | Рука        | Рука        | Тур  | Лил      | Лил | Давос        | Давос  | Тоблах | Тоблах       | Ленцерхайде | Ленцерхайде | Ленцерхайде | Обер   | Обер        | Тоблах      | Валь-ди-Фьемме | Валь-ди-Фьемме | Тур де Ски | Планица | Планица | Нове-Место   | Нове-Место | Др     | Осло        | Стк    | Фалун       | Фалун       | Лахти  | Лахти    | Гат    | Мон           | Квебек | Квебек      | Канмор | Канмор   | Канмор       | Канмор      | Тур Канады |
| Очков           | Место           | Спр КС | 5 км Инд СС | 10 км Пр КС | Итог | 15 км Ск | Эст | 15 км Инд СС | Спр СС | Спр СС | 10 км Инд КС | Спр СС      | 15 км МС КС | 5 км Пр СС  | Спр КС | 10 км МС КС | 5 км Инд СС | 10 км МС КС    | 9 км Пр СС     | Итог       | Спр СС  | КСпр СС | 10 км Инд СС | Эст        | Спр КС | 30 км МС КС | Спр КС | 5 км Инд КС | 10 км МС СС | Спр СС | 15 км Ск | Спр СС | 10,5 км МС КС | Спр СС | 10 км Пр СС | Спр КС | 15 км Ск | 10 км Инд СС | 10 км Пр КС | Итог       |
| 2302            | 2               | 4      | 5           | 4           | 3    | 10       | 1   | 2            | 3      | 2      | 3            | 3           | 2           | 1           | 3      | 2           | 3           | 2              | 16             | 2          | 4       | 9       | 9            | 1          | 2      | 2           | 2      | 3           | 9           | 4      | 3        | 5      | 6             | 4      | 15          | 3      | 6        | 1            | 20          | 3          |

| 2014/2015 Итоги | 2014/2015 Итоги | Рука   | Рука         | Лиллехаммер | Лиллехаммер | Лиллехаммер | Тур  | Давос        | Давос  | Давос        | Давос  | Обер           | Обер        | Валь-Мюстаир | Тоблах      | Тоблах      | Валь-ди-Фьемме | Валь-ди-Фьемме | Тур де Ски | Отепя  | Отепя   | Рыбинск      | Рыбинск | Рыбинск  | Эстерсунд | Эстерсунд    | Лахти  | Лахти        | Др     | Осло        |
| Очков           | Место           | Спр КС | 10 км Инд КС | Спр СС      | 5 км Инд СС | 10 км Пр КС | Итог | 10 км Инд КС | Спр СС | 10 км Инд СС | Спр СС | 3,2 км Прол СС | 15 км Пр КС | Спр СС       | 5 км Инд КС | 15 км Пр СС | 10 км МС КС    | 9 км Пр СС     | Итог       | Спр КС | КСпр СС | 10 км Инд СС | Спр СС  | 15 км Ск | Спр КС    | 10 км Инд СС | Спр СС | 10 км Инд КС | Спр КС | 30 км МС СС |
| 894             | 4               | 4      | 5            | 7           | 7           | 4           | 4    | 23           | 1      | 19           | 3      | 6              | 9           | 3            | 9           | —           | —              | —              | —          | 1      | 2       | —            | —       | —        | 5         | —            | 2      | DNS          | 4      | 21          |

### Олимпийские игры
| Олимпийские игры | Спринт | Командный спринт | 10 км | 7,5+7,5 км | 30 км | Эстафета |
| ---------------- | ------ | ---------------- | ----- | ---------- | ----- | -------- |
| Сочи 2014        | 2      | 1                | —     | —          | —     | —        |
| Пхёнчхан 2018    | 17     | —                | 7     | 11         | 4     | 1        |

### Чемпионаты мира по лыжным видам спорта
| Чемпионат мира      | Спринт | Командный спринт | 10 км | 7,5+7,5 км | 30 км | Эстафета |
| ------------------- | ------ | ---------------- | ----- | ---------- | ----- | -------- |
| Либерец 2009        | —      | 5                | —     | —          | 36    | —        |
| Валь-ди-Фьемме 2013 | 17     | 4                | —     | —          | —     | —        |
| Фалун 2015          | 6      | 1                | —     | —          | 10    | —        |
| Лахти 2017          | 22     | —                | 8     | 19         | —     | —        |
| Зефельд 2019        | —      | 3                | 3     | 2          | 2     | 2        |

### Молодёжные чемпионаты мира
| Молодёжный чемпионат мира | Спринт | 5 км | 5+5 | Эстафета |
| ------------------------- | ------ | ---- | --- | -------- |
| Маллес-Веноста 2008       | 11     | 2    | 4   | 1        |
| Праз де Лиз Сомман 2009   | 1      | 1    | 1   | 1        |
| Хинтерцартен 2010         | 2      | 2    | 1   | 1        |

## Увлечение футболом
В детстве Ингвильд очень сильно увлекалась футболом. Даже после того, как она стала профессиональной лыжницей, Ингвильд продолжала выступать в межсезонье за клуб из родного Йёвика «Рауфосс», постоянно «мечущийся» между 2-м и 3-м дивизионами норвежского футбола.
Главный тренер «Рауфосса» так оценивал способности Ингвильд:

Она бы могла стать очень сильным игроком. Когда я увидел ее семь лет назад, она была очень хороша. Но раз она отдала приоритет лыжным гонкам, что вполне очевидно стало разумным решением, если смотреть на результаты, то футбол при этом страдает. Она многое теряет.

Немногим позже Ингвильд заинтересовался уже клуб из элиты норвежского футбола «Стабек». Тренер клуба из Берума так прокомментировал интерес к Ингвильд:

 Было бы безумно здорово, если бы она смогла сыграть матч за команду А. Тогда ей бы, возможно, удалось стать еще и чемпионкой Норвегии по футболу. Ингвильд олицетворяет культуру элитного спорта. Мы понимаем, что лыжные гонки для нее на первом месте, но я знаю ее уровень. У нее многим есть чему поучиться. Я говорю о профессионализме и психологии победителя...

В июне 2015 года Ингвильд приняла участие в благотворительном футбольном матче для поддержки людей с задержкой в развитии. Также в матче приняли участие принадлежащий мадридскому «Реалу» полузащитник Мартин Эдегор и семья принца Норвегии Хокона.

## Экипировка
- Лыжи: Fischer
- Ботинки: Fischer
- Лыжные палки: Swix